# Scuderia Milano
Scuderia Milano je nakdanje italijansko dirkaško moštvo, ki je med letoma 1947 in 1953 nastopalo na dirkah Veliko nagrado in Formule 1, večinoma z dirkalniki Maserati, nekajkrat pa tudi z dirkalnikom lastne izdelave Milano. Skupno so nastopili na sedemintridesetih dirkah, na katerih so dosegli tri zmage in še dve uvrstitvi na stopničke, na prvenstvenih dirkah Formule 1 pa je bila edina uvrstitev med dobitnike točk peto mesto Feliceja Bonetta na dirki za Veliko nagrado Švice 1950. Vse tri zmage so dosegli v sezoni 1948 na argentinskih dirkah za Veliko nagrado Generala Juana Peróna in Veliko nagrado Eve Duarte Perón, Luigi Villoresi, ter Veliko nagrado Generala San Martína, Giuseppe Farina.

## Popoln pregled rezultatov Svetovnega prvenstva Formule 1
(legenda)
| Leto | Šasija           | Motor                                | Gume | Drikači        | 1   | 2   | 3   | 4   | 5   | 6   | 7   | 8   | 9   |
| ---- | ---------------- | ------------------------------------ | ---- | -------------- | --- | --- | --- | --- | --- | --- | --- | --- | --- |
| 1950 |                  |                                      | P    |                | VB  | MON | 500 | ŠVI | BEL | FRA | ITA |     |     |
| 1950 | Milano 1         | Speluzzi 1,5 L L4C superkompresorski | P    | Felice Bonetto |     |     |     |     |     |     | DNS |     |     |
| 1950 | Maserati 4CLT/50 | Maserati 1,5 L L4C superkompresorski | P    | Felice Bonetto |     |     |     | 5   |     |     |     |     |     |
| 1950 | Maserati 4CLT/50 | Milano 1,5 L L4C superkompresorski   | P    | Felice Bonetto |     |     |     |     |     | Ret |     |     |     |
| 1950 | Maserati 4CLT/50 | Milano 1,5 L L4C superkompresorski   | P    | Franco Comotti |     |     |     |     |     |     | Ret |     |     |
| 1951 |                  |                                      | P    |                | ŠVI | 500 | BEL | FRA | VB  | NEM | ITA | ŠPA |     |
| 1951 | Maserati 4CLT/50 | Milano 1,5 L L4C superkompresorski   | P    | Onofre Marimón |     |     |     | Ret |     |     |     |     |     |
| 1951 | Maserati 4CLT/48 | Maserati 1,5 L L4C superkompresorski | P    | Paco Godia     |     |     |     |     |     |     |     | 10  |     |
| 1951 | Maserati 4CLT/48 | Maserati 1,5 L L4C superkompresorski | P    | Juan Jover     |     |     |     |     |     |     |     | DNS |     |
| 1953 | Maserati A6GCM   | Maserati 2,0 L L6                    | P    |                | ARG | 500 | NIZ | BEL | FRA | VB  | NEM | ŠVI | ITA |
| 1953 | Maserati A6GCM   | Maserati 2,0 L L6                    | P    | Chico Landi    |     |     |     |     |     |     |     |     | Ret |
| 1953 | Maserati A6GCM   | Maserati 2,0 L L6                    | P    | Prince Bira    |     |     |     |     |     |     |     |     | 11  |